# Port lotniczy Surakarta-Adisumarmo
Port lotniczy Surakarta-Adisumarmo (indonez. Bandara Adisumarmo) – port lotniczy w Indonezji; 14 km od centrum miasta Surakarta.
Niegdyś ważny port międzynarodowy, utracił następnie znaczenie na rzecz portu lotniczego w Yogyakarta; w 2006 roku stał się głównym ośrodkiem przyjmowania pomocy humanitarnej dla ofiar trzęsienia ziemi, które dotknęło rejon Yogyakarty.

## Linie lotnicze i połączenia
- Adam Air (Dżakarta)
- AirAsia (Kuala Lumpur)
- Garuda Indonesia (Dżakarta)
- Lion Air (Dżakarta)
- Singapore Airlines
  - SilkAir (Singapur)
- Sriwijaya Air (Dżakarta)
- Cathay Pacific (Hongkong)